# Cimetière de Saint-Bouize
 (signalé en août 2025).
Si vous disposez d'ouvrages ou d'articles de référence ou si vous connaissez des sites web de qualité traitant du thème abordé ici, merci de compléter l'article en donnant les références utiles à sa vérifiabilité et en les liant à la section « Notes et références ».
- Archive Wikiwix
- Bing
- Cairn
- DuckDuckGo
- E. Universalis
- Gallica
- Google
- G. Books
- G. News
- G. Scholar
- Persée
- Qwant
- (zh) Baidu
- (ru) Yandex
- (wd) trouver des œuvres sur Wikidata

Le cimetière de Saint-Bouize a été créé au début du XIXe siècle[réf. nécessaire] situé avenue de Sancerre (entrée principale).

## Personnalités
- Jean-Pierre Bachasson de Montalivet, 1er comte Bachasson de Montalivet et l'Empire (1766-1823), ministre et pair de France.
- Louise-Adélaïde Starot de Saint-Germain (1769-1850), épouse du précédent.
- Simon Bachasson de Montalivet, 2e comte Bachasson de Montalivet et l'Empire (1799-1823), pair de France, fils des précédents.
- Camille Bachasson de Montalivet, 3e comte Bachasson de Montalivet et l'Empire (1801-1880), ministre et pair de France, frère du précédent.
- Camille Guyot de Villeneuve (1862-1939), homme politique, fils de la précédente.